# Canevalle család

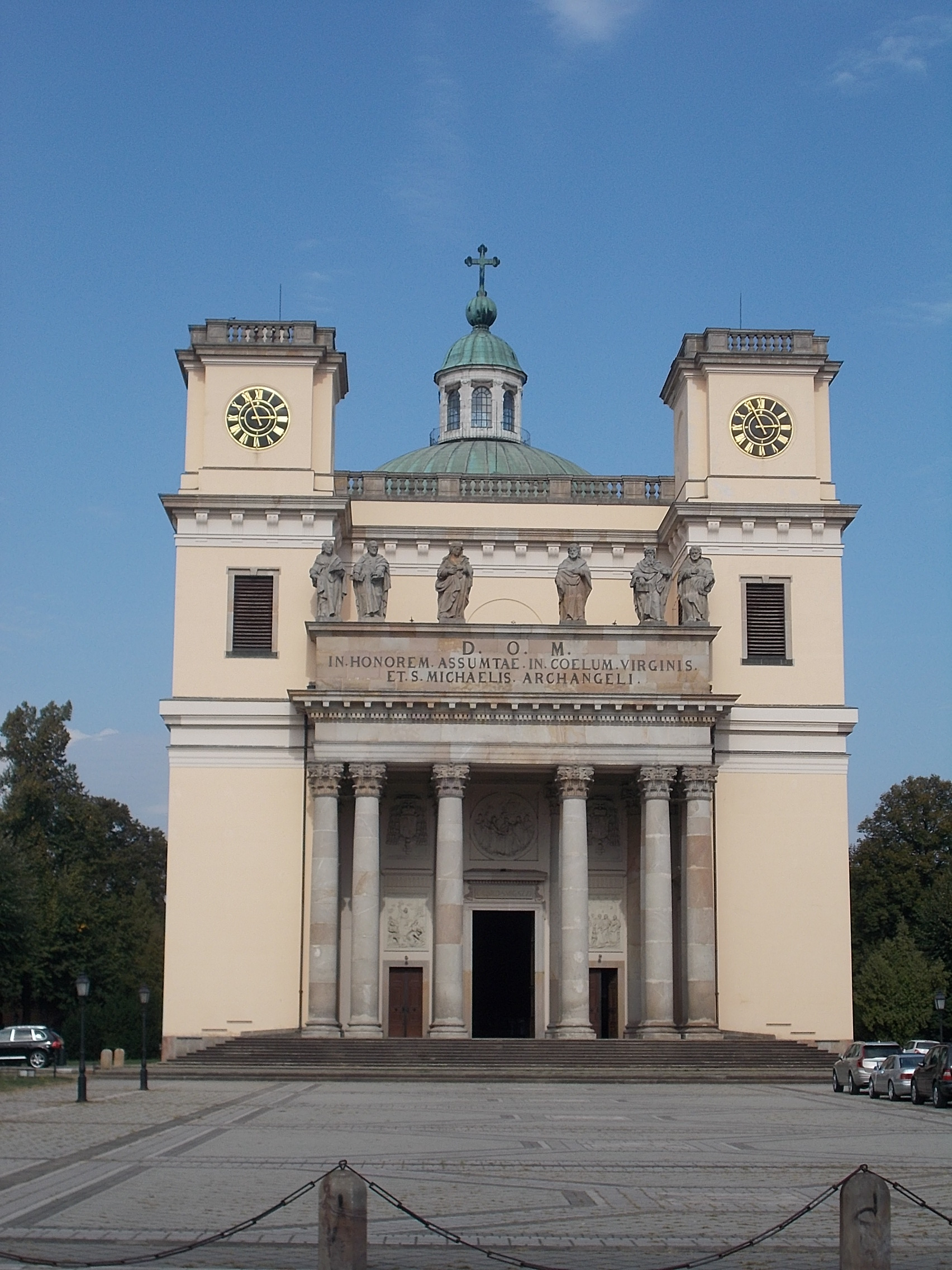
A Váci székesegyházat Isidore Marcellus Amandus Canevale építette

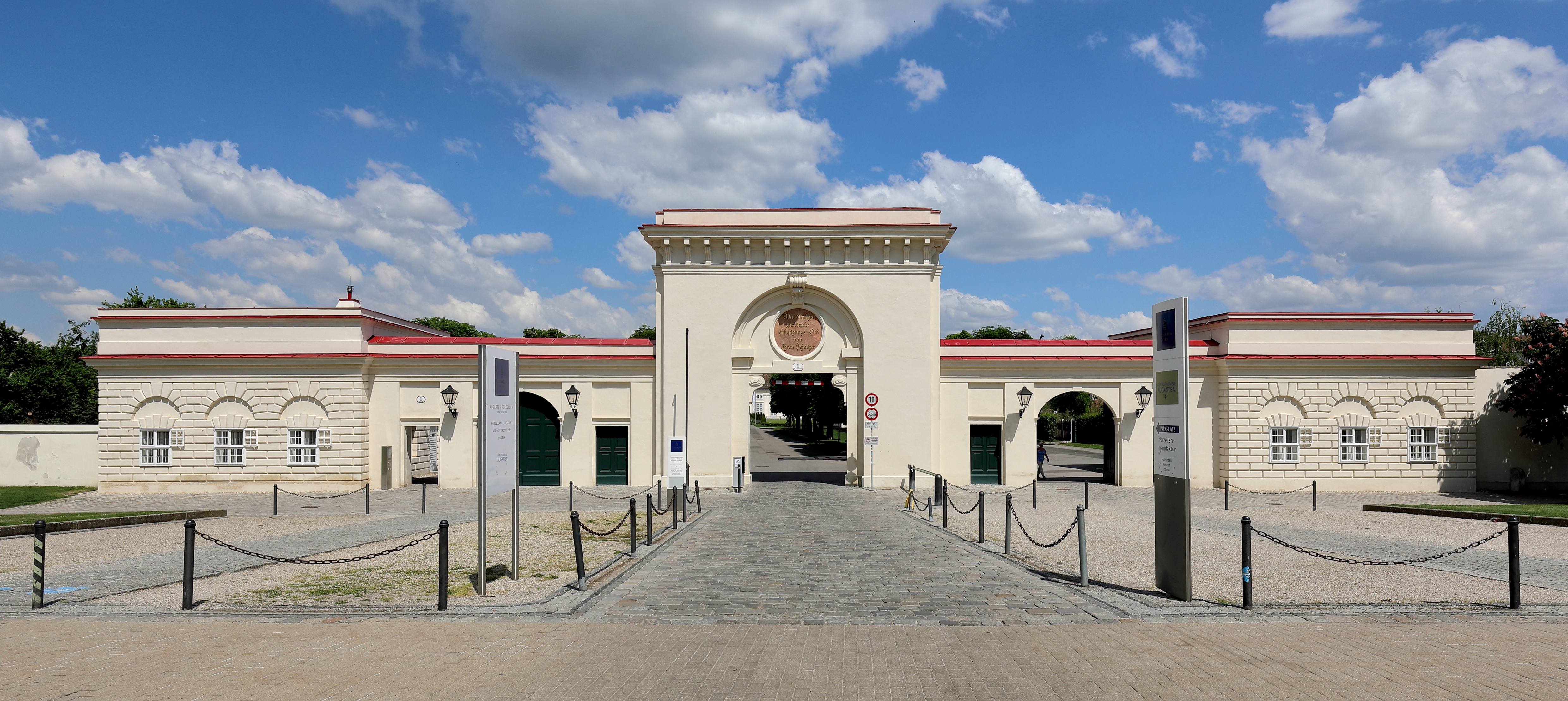
A bécsi Augarten palota főportálja (Isidore Marcellus Amandus Canevale)

A Canevalle építészcsalád származásáról az információk félrevezetőek. A Comói-tó vidékéről származó olasz család (több tagja) a 17. században települt át Ausztriába, és a 17–18. században sok családtag tevékenykedett építészként vagy kőművesként az osztrák birodalomban. Eközben egy másik koncepció szerint prágai Canevallék betelepült vlachok voltak. Az ellentmondás csak látszólagos, ugyanis az adott korban vlachoknak (a szó mai jelentésétől eltérően) kimondottan a Luganói-tó és a Comói-tó vidékéről származó olaszokat nevezték, akikre ezért prágai vlachok formában hivatkozunk. Ők voltak az „artisti dei laghi”, azaz a tóvidék kézművesei, aki számosan telepedtek le a Habsburg Birodalomban — több család (a Canevallék mellett például a Palliardi család és a Fontana család). Gyorsan alkalmazkodtak a helyi viszonyokhoz; átvették az új környezetükben divatos szerkezeti és formai megoldásokat. Ezek a „vlachok” Prágában főleg a várban, illetve a Kisoldal felső, a várral határos részén telepedtek le. Ezért ezt a városrészt akkoriban „Vlašský”-nak hívták.
Isidore Canevale francia építésznek számít és Párizs mellett született, aminek alapján valószínűsíthető, hogy édesanyja francia volt.
A családtagok azonosításárt módfelett nehezíti családnevük változatos és ingadozó írásmódja:
- Canevalle ,
- Canevale,[4]
- Canevalli,
- Cornevale,
- Canavall, sőt
- Ganavall,[1]
- Ganneval[5]

Az olasz wikipédia cseh forrás alapján a család alábbi tagjait sorolja fel:
- Bernardo Canevalle († 1691, Bělá pod Bezdězem) építész és építőmester, aki Bělá pod Bezdězemben, a templom építése közben halt meg;
- Giovanni Domenico Canevalle (1637?–1685, Praga), dolgozott Prága falainak építőjeként, megtervezte Zaječovban a kolostor és a templom újjáépítését (halála után, 1686-ban készült el);
- (Giovanni) Giacomo Antonio Canevalle (1664?–1731, Praga), prágai arisztokraták és a királyi udvar építőmestere volt, aki a prágai várban is dolgozott;
- Marco Antonio Canevalle építész, a Petrovicei Szent Mária-templom és paplak tervezője,[2] Giovanni Battista Canevalle testvére és Carlo Antonio Canevalle apja;
- Carlo Antonio Canevalle (1680–1740), Marco Antonio Canevalle fia — ő tervezte Vraclavban (1721) a Szent Miklós-templomot és Smolotely-ben is egy templomot (1722). Felesége a valószínűleg szintén vlach családból származó Johanna (Johana Kanawalowa), akivel együtt vettek részt Carlo Antonio Palliari esküvőjén.

Egyéb forrásokból> valószínűsíthető, hogy a család tagjai gyakran dolgoztak együtt. Ennek alapján valószínűleg a család tagja lehetett:
- Giovanni Battista Canevalle (Johann Baptista Cavalla, Johann Baptista Canavalla), Marco Antonio Canevalle testvére, akinél 1691-ben Giacomo Antonio Canevalle tanult.
- a család leghíresebb tagja Isidore Marcellus Amandus Canevale (1730–1786) lett.[7]
- Giovanni Sandro Canevale az 1670-es években Kassa városfalait erődítette, 1671–1684 között a Szentháromság templomot építette.[5]

Bizonyosnak tűnik, hogy Giovanni Domenico Canevalle, (?1637–1685) a Szent Ferenc-templom felépítője már Prágában született. Éppen ezért a cseh irodalomban rendszerint Jan Dominik Canevalle néven szerepel. Prága Óvárosában a polgárjogot fiával, Giacomo Antonióval egyszerre, 1673-ban kapta meg.

## Művészetük
A család első három generációja egyértelműen barokk stílusban alkotott, a legkiemelkedőbb Isidore Marcellus Amandus Canevale azonban már a francia forradalmi építészet, azaz a korai klasszicizmus jele képviselője

## Fordítás
- Ez a szócikk részben vagy egészben  a   Canevalle című olasz Wikipédia-szócikk ezen változatának fordításán alapul.  Az eredeti cikk szerkesztőit annak laptörténete sorolja fel. Ez a jelzés csupán a megfogalmazás eredetét és a szerzői jogokat jelzi, nem szolgál a cikkben szereplő információk forrásmegjelöléseként.